# Ivo Martinsons
Ivo Martinsons (* 21. Juli 1981) ist ein lettischer Theater- und Filmschauspieler.

## Leben
Martinsons besuchte die Priekuli-Sekundarschule in Cēsis. 2003 machte er seinen Abschluss an der Lettischen Kulturakademie im Bereich Theater und audiovisuelle Kunst. Von 2003 bis 2005 gehörte er dem Ensemble des Theater United Intimacy an, seit 2006 gehört er zum Ensemble des Valmiera Drama Theater. In unregelmäßigen Abständen ist er in Filmproduktionen zu sehen. 2005 hatte er eine Nebenrolle in Die rote Verschwörung. Eine größere Charakterrolle übernahm er im Historienfilm The King’s Ring – Die letzte Schlacht.

## Filmografie (Auswahl)
- 2003: Never, Never, Ever! (Negribu, negribu, negribu!...)
- 2005: Die rote Verschwörung (Archangel) (Fernsehfilm)
- 2006: The Dark Deer (Tumsie briezi)
- 2018: The King’s Ring – Die letzte Schlacht (Nameja gredzens)
- 2018: Swindlers (Blezi)